# Diane Ladd
Diane Ladd (Meridian, 29 de novembro de 1935) é uma atriz norte-americana.
É mãe da atriz Laura Dern, de seu casamento com o também ator Bruce Dern.
Foi indicada três vezes ao Oscar de melhor atriz coadjuvante por Alice doesn't live here anymore (1975), Wild at Heart (1991) e Rambling Rose. Ganhou o BAFTA de melhor atriz coadjuvante por Alice doesn't live here anymore e um Globo de Ouro de Melhor Atriz Coadjuvante em Televisão por Alice, além de três indicações ao Emmy Awards.

## Filmografia
- The Wild Angels (1966)
- The Reivers (1969)
- The Rebel Rousers (1970)
- Macho Callahan (1970)
- WUSA (1970)
- The Steagle (1971)
- White Lightning (1971)
- Chinatown (1974)
- Alice Doesn't Live Here Anymore (1974)
- Embryo (1976)
- All Night Long (1981)
- Sweetwater (1983)
- Something Wicked This Way Comes (1983)
- Black Widow (1987)
- Spies Inc. (1988)
- Plain Clothes (1988)
- Christmas Vacation (1989)
- Wild at Heart (1990)
- A Kiss Before Dying (1991)
- Rambling Rose (1991)
- Forever (1992)
- The Cemetery Club (1993)
- Carnosaur (1993)
- Hold Me, Thrill Me, Kiss Me (1993)
- Father Hood (1993)
- Mrs. Munck (1995)
- Raging Angels (1995)
- Citizen Ruth (1996)
- Mother (1996)
- Ghosts of Mississippi (1996)
- Primary Colors (1998)
- Route 66 (1998)
- More Than Puppy Love (2000)
- 28 Days (2000)
- The Law of Enclosures (2000)
- Can't Be Heaven (2000)
- Daddy and Them (2001)
- Redemption of the Ghost (2002)
- The Virgin (2002)
- Charlie's War (2003)
- The World's Fastest Indian (2005)
- Come Early Morning (2006)
- When I Find the Ocean (2006)
- Inland Empire (2006)
- Jake's Corner (2008)
- American Cowslip (2008)
- Joy (2015)

## Prêmios e Indicações

#### Oscar
| Ano  | Categoria                | Indicação                       | Notas    |
| ---- | ------------------------ | ------------------------------- | -------- |
| 1975 | Melhor Atriz Coadjuvante | Alice doesn't live here anymore | Indicado |
| 1991 | Melhor Atriz Coadjuvante | Wild at Heart                   | Indicado |
| 1992 | Melhor Atriz Coadjuvante | Rambling Rose                   | Indicado |